# Кевін Гріві
Кевін Майкл Гріві (англ. Kevin Michael Grevey, нар. 12 травня 1953, Гамільтон, Огайо, США) — американський професіональний баскетболіст, що грав на позиції атакувального захисника за декілька команд НБА. Чемпіон НБА.

## Ігрова кар'єра
На університетському рівні грав за команду Кентакі (1972–1975). На четвертому курсі допоміг команді дійти до фіналу турніру NCAA, де сильнішими виявились УКЛА.
1975 року був обраний у першому раунді драфту НБА під загальним 18-м номером командою «Вашингтон Буллетс». Захищав кольори команди з Вашингтона протягом наступних 8 сезонів. 1978 року став чемпіоном НБА у складі команди, де відігравав провідну роль разом з Бобом Дендриджем, Елвіном Гейсом та Весом Анселдом.
Другою і останньою ж командою в кар'єрі гравця стала «Мілвокі Бакс», до складу якої він приєднався 1983 року і за яку відіграв 2 сезони.